# (29472) Hurvínek
(29472) Hurvínek, désignation internationale (29472) Hurvinek, est un astéroïde de la ceinture principale.

## Description
(29472) Hurvinek est un astéroïde de la ceinture principale. Il fut découvert le 27 octobre 1997 à l'Observatoire d'Ondřejov par Lenka Šarounová. Il présente une orbite caractérisée par un demi-grand axe de 2,62 UA, une excentricité de 0,15 et une inclinaison de 5,0° par rapport à l'écliptique.

## Compléments